# Nie tylko Honor
Nie tylko Honor (tyt. oryg. Changer of Worlds) – trzeci zbiór opowiadań, których akcja rozgrywa się w uniwersum science fiction Honorverse. W przeciwieństwie do poprzednich tomów, z czterech opowiadań w Nie tylko Honor trzy zostały napisane przez autora cyklu, Davida Webera, a jedno przez innego autora. Zbiór, choć wydany w Stanach po antologii Światy Honor, został wydany w Polsce dwa lata wcześniej, w roku 2004.

## Pani Midszypman Harrington
Ms. Midshipwoman Harrington

Autor: David Weber

Pierwsze w wewnętrznej chronologii cyklu pojawienie się Honor Harrington. Tuż po ukończeniu szkoły oficerskiej na Manticore pani midszypman Harrington wraz ze swoim treecatem Nimitzem zostaje przydzielona na okręt HMS War Maiden, celem zdobywania doświadczenia. Na celownik bierze ją porucznik Santino, przyjaciel rodziny Young, którą Harrington obraziła. Ucząc się i starając unikać Santino, Honor bierze udział w patrolu antypirackim w znanej z bezprawia Silesii. Gdy piraci atakują, War Maiden otrzymuje trafienie w mostek, wyłączając z akcji wszystkich oficerów poza Honor.
Postać kapitana Bachfischa, dowódcy War Maiden, pojawia się później w powieści Webera Wojna Honor.

## Byle do zmroku
Nightfall

Autor: David Weber

Akcja opowiadania dzieje się w czasie trwania powieści Popioły zwycięstwa. Ambitna admirał Ludowej Republiki Haven Esther McQueen planuje przewrót, który usunie Komitet, a ją samą wyniesie do władzy. Słysząc informację, że Komitet planuje ją usunąć, rozpoczyna wprowadzanie swojego planu w życie. Z pomocą lojalnych jej sił udaje jej się przejąć Octagon, siedzibę rządu, mordując przy tym niemal cały Komitet. Jedynym wyjątkiem jest szef Służby Bezpieczeństwa, Oscar Saint-Just. Gdy coraz więcej pracowników Octagonu przechodzi na stronę McQueen, do niego należy decyzja, co zrobić.

## Góral
From the Highland

Autor: Eric Flint

Akcja opowiadania dzieje się krótko po wydarzeniach Honor ponad wszystko. Na Ziemię, stolicę Ligi Solarnej, przybywa admirał Parnell, by zeznawać w sprawie obozu więziennego Hades. Chcąc uratować tyle, ile się da w tej sytuacji, Służba Bezpieczeństwa wynajmuje korporację Manpower z Mesy, by zorganizować prowokację i odciągnąć uwagę publiczną od Parnella. Helen Zilvicka, córka pracownika ambasady Królestwa Manticore, zostaje porwana przez Manpower, wspierane przez SB. Jej ojciec kontaktuje się z organizacją antyniewolniczą Balet, aby pomogli mu odbić córkę. Podczas gdy ona usiłuje uciec, a Balet, Manpower i Haven próbują ją odnaleźć, kilku agentów SB ma własne plany.
Opowiadanie służy jako prolog dla powieści Flinta i Webera Królowa niewolników i wprowadza wiele postaci z tej powieści, w tym Helen i Antona Zilvickich, Berry, Victora Cachat i Jeremy’ego X.

## Zmieniająca światy
Changer of Worlds

Autor: David Weber

Po latach pobytu w kosmosie treecaty Nimitz (Śmiejący się Jasno) i Samantha (Złocisty Głos) powracają na Sphinxa do rodzinnego klanu Nimitza. Podczas gdy on przedstawia klanowi swoją partnerkę, Samantha usiłuje przekonać klan, a poprzez niego całą rasę treecatów, że na dobre i na złe, są związani z manticore'ańczykami i powinni rozpocząć kolonizację kosmosu wraz z ludźmi. Napotyka opór.